# Tsuji Hikaru
Tsuji Hikaru (jap. 辻 瑆; * 23. Januar 1923; † 14. Mai 2024) war ein japanischer Germanist. Sein Vater war der Yōga-Maler Tsuji Hisashi (辻 永, 1884–1974), sein älterer Bruder der Romanist Tsuji Tōru (辻 昶, 1916–2000).

## Leben
Tsuji studierte an der Philosophischen Fakultät der Universität Tokio. Dort wurde er 1948 zum Assistenten im Deutschen Seminar ernannt. 1954 folgte die Ernennung zum außerordentlichen Professor für Deutsche Sprache und Literatur, 1970 die Ernennung zum ordentlichen Professor. 1983 wechselte er als Professor für Deutschstudien an die Hōsō-Universität.
Seine Forschungsarbeiten behandelten das Werk von Franz Kafka und Hermann Hesse sowie Kulturvergleiche zwischen Japan und Deutschland. Er übersetzte Goethe, Fontane, Hesse, Hofmannsthal, Ricarda Huch und Stefan Zweig ins Japanische.
Er war Gründer des Japanzentrums an der Ludwig-Maximilians-Universität München. Mitte der 1990er Jahre kümmerte er sich um die Neueinrichtung der Japanologie an der Universität Leipzig und war im Wintersemester 1995/96 ihr kommissarischer Leiter.
Die Universität München ernannte ihn zu ihrem Ehrensenator.

## Auszeichnungen
- 1979: Goethe-Medaille

## Werke
- Hikaru Tsuji: カフカの世界 (Kafuka no sekai, Kafka und seine Welt), Arechi Verlag, Tokyo, 1971
- Hikaru Tsuji: Germanistik in Japan. Niemeyer, 1978
- Kenichi Mishima; Hikaru Tsuji (Hrsg.): Dokumentation des Symposiums „Interkulturelle Deutschstudien. Methoden, Möglichkeiten und Modelle“ in Takayama/Japan, 1990. iudicium, 1992, ISBN 978-3-89129-392-8.